# Vanusa dos Santos
Vanusa dos Santos (ur. 22 stycznia 1990) – brazylijska lekkoatletka, sprinterka.
W 2009 zdobyła złoto i brąz mistrzostw Ameryki Południowej juniorów. Rok później została młodzieżową mistrzynią kontynentu w sztafecie 4 × 100 metrów. W 2012 zdobyła kolejne trzy medale na młodzieżowych mistrzostwach Ameryki Południowej. W 2014 sięgnęła po brąz w biegu na 200 metrów oraz triumfowała w sztafecie 4 × 100 metrów podczas mistrzostw ibero-amerykańskich.

## Osiągnięcia
| Rok  | Impreza                                     | Miejsce        | Konkurencja             | Lokata     | Wynik   |
| ---- | ------------------------------------------- | -------------- | ----------------------- | ---------- | ------- |
| 2009 | Mistrzostwa Ameryki Południowej juniorów    | São Paulo      | bieg na 100 metrów      | 2. miejsce | 11,85   |
| 2009 | Mistrzostwa Ameryki Południowej juniorów    | São Paulo      | sztafeta 4 × 100 metrów | 1. miejsce | 45,86   |
| 2010 | Młodzieżowe mistrzostwa Ameryki Południowej | Medellín       | sztafeta 4 × 100 metrów | 1. miejsce | 44,47   |
| 2012 | Młodzieżowe mistrzostwa Ameryki Południowej | São Paulo      | bieg na 100 metrów      | 1. miejsce | 11,72   |
| 2012 | Młodzieżowe mistrzostwa Ameryki Południowej | São Paulo      | bieg na 200 metrów      | 3. miejsce | 23,79   |
| 2012 | Młodzieżowe mistrzostwa Ameryki Południowej | São Paulo      | sztafeta 4 × 100 metrów | 3. miejsce | 45,88   |
| 2014 | Mistrzostwa ibero-amerykańskie              | São Paulo      | bieg na 200 metrów      | 3. miejsce | 23,64   |
| 2014 | Mistrzostwa ibero-amerykańskie              | São Paulo      | sztafeta 4 × 100 metrów | 1. miejsce | 42,92   |
| 2015 | Mistrzostwa Ameryki Południowej             | Lima           | bieg na 100 metrów      | 3. miejsce | 11,60   |
| 2015 | Mistrzostwa Ameryki Południowej             | Lima           | sztafeta 4 × 100 metrów | 2. miejsce | 44,43   |
| 2015 | Mistrzostwa Ameryki Południowej             | Lima           | sztafeta 4 × 400 metrów | 1. miejsce | 3:34,51 |
| 2015 | Igrzyska panamerykańskie                    | Toronto        | sztafeta 4 × 100 metrów | 4. miejsce | 43,01   |
| 2016 | Mistrzostwa ibero-amerykańskie              | Rio de Janeiro | sztafeta 4 × 100 metrów | 2. miejsce | 43,68   |

## Rekordy życiowe
- Bieg na 100 metrów – 11,40 (Rio de Janeiro, 2015)
- Bieg na 200 metrów – 23,27 (São Bernardo do Campo, 2015)